# Свербеево
Свербеево — упразднённое село в Сковородинском районе Амурской области России. Исключено из учётных данных в 1979 году.

## География
Село располагалось на левом берегу реки Амур, в месте впадения в него рек Бургали и Глинянка, на расстоянии примерно 60 километров (по прямой) к юго-востоку от города Сковородино, административного центра района.

## История
Посёлок Свербеевский был основан в 1858 году 20 семей казаков с Аргуни. Был назван в честь секретаря по дипломатической службе при генерал-губернаторе Николая Дмитриевича Свербеева. В 1870 году имелось 32 двора и 145 жителей обоего пола. В 1891 году числилось 33 двора и 190 человек. Действовали часовня святого Николая Чудотворца, почтовая станция и хлебный магазин. Основными занятиями населения того периода были: земледелие, извоз и доставка дров на пароходы.
По данным 1926 года в Свербеево имелось 66 хозяйств (44 крестьянского типа и 22 прочих) и проживало 364 человека (193 мужчины и 171 женщина). В национальном составе населения преобладали русские. В административном отношении являлось центром Свербеевского сельсовета Рухловского района Зейского округа Дальневосточного края. В 1938 году Рухловский район был переименован в Сковородинский.
В 1950 году в Свербеево были переселены жители колхоза «Красный партизан» Сгибневского сельсовета.
Решением Амурского исполкома от 22 октября 1979 года № 476 населённый пункт Свербеево Сковородинского района как фактически не существующий исключен из учётных данных.